# Bibliothèque musicale La Grange-Fleuret
La Bibliothèque musicale La Grange-Fleuret (BLGF), anciennement appelée Médiathèque musicale Mahler (MMM), est une bibliothèque dont les collections concernent principalement la musique des XIXe et XXe siècles. Cette institution est située dans un hôtel particulier près du parc Monceau à Paris, au 11 bis rue de Vézelay (8e arrondissement de Paris).

## Historique
La bibliothèque musicale La Grange-Fleuret a été fondée en 1986 sous le nom de Bibliothèque Gustav Mahler par le musicologue et biographe français de Mahler, Henry-Louis de La Grange (1924-2017), et le critique musical, compositeur et administrateur Maurice Fleuret (1932-1990), dans le but de combiner et de rendre accessible au public leurs archives et collections personnelles.
C'est une association régie par la loi de 1901 et agréée par la Fondation de France en 1986, dont les collections ont régulièrement été étendues et incluent des manuscrits, partitions, lettres et autres documents originaux, des partitions imprimées, des livres, des périodiques, des articles de journaux, des enregistrements (microsillons, cassettes, et CD) et d'autres archives personnelles.
Pierre Bergé (1930-2017), ancien directeur du Théâtre de l'Athénée-Louis-Jouvet et ancien président de l'Opéra de Paris (1988-1994), a succédé à Henry-Louis de La Grange comme président de la bibliothèque en 2000. Depuis 2018, Bruno Ory-Lavollée est le président de l'institution.
L'association a changé son nom de Centre de Documentation Musicale-Bibliothèque Gustav Mahler en Médiathèque Musicale Mahler en 2002, puis en Bibliothèque musicale La Grange-Fleuret en 2021.
Depuis 2016, la Bibliothèque est associée à la Fondation Royaumont,.
Fermée pour travaux à la fin de l'année 2018, la bibliothèque rouvre en 2021 sous le nom de Bibliothèque musicale La Grange-Fleuret,.

## Collections
Lieu d’accueil pour les étudiants, les chercheurs et les musiciens, la Bibliothèque musicale La Grange-Fleuret depuis sa création en 1986 a peu à peu diversifié ses services pour devenir un véritable centre de documentation ouvert sur la vie musicale française et internationale. Par-delà sa mission bibliothécaire, elle mène ainsi des recherches documentaires et iconographiques pour la presse ou les institutions musicales, réalise des expositions, organise des concerts, des animations et des conférences. La bibliothèque met par ailleurs à la disposition des lecteurs un studio équipé d’un piano droit pour le déchiffrage ou l’étude,.
C'est l'une des plus grandes bibliothèques musicales privées d'Europe. Dans le détail, sont disponibles en livres plus de 20 000 volumes (biographies, écrits théoriques, études musicologiques, ethnomusicologie, ouvrages généraux, histoires de la musique, dictionnaires), environ 35 000 partitions, dont la collection d’Alfred Cortot (partitions souvent annotées de sa main) et la bibliothèque de l’École normale de musique de Paris-Alfred Cortot, des éditions complètes (Bach, Beethoven, Berlioz, Liszt, Mozart, notamment), des partitions de poche, des collections de périodiques, dont 70 en cours (revues françaises et étrangères, en collections complètes pour la plupart), de nombreuses références discographiques embrassant tout le répertoire occidental jusqu’à la création contemporaine (30 000 microsillons et 40 000 disques compacts), des documents iconographiques concernant des compositeurs, interprètes, lieux de concerts, des gravures, des photographies originales issues des collections, une trentaine de fonds d’archives (correspondance, photographies, partitions, manuscrits, objets divers de nombreux compositeurs et interprètes) et de la documentation (17 000 dossiers thématiques consacrés à des compositeurs, interprètes et institutions musicales, principalement du XIXe siècle au XXIe siècle, des œuvres classiques et contemporaines),,.